# Outta Control (remix)
Outta Control (remix) é o quarto e último single lançado por 50 Cent, para o seu segundo álbum de estúdio, The Massacre com a participação de Mobb Deep. Foi gravado em 2005 e lançado em 6 de setembro de 2005, em parceria com as gravadoras Aftermath, Interscope, Shady e G-Unit Records. Ganhou a certificação de ouro pela RIAA. A versão do álbum tem a duração de 3 minutos e 21 segundos, Na versão remix (Explícita) contém 4 minutos e 7 segundos.

## Videoclipe
As camisas usadas por alguns dos rappers no videoclipe têm as palavras "GAME OVER", simbolizando a saída de The Game da G-Unit. O vídeo se passa em uma boate onde 50 Cent e Mobb Deep ligam para decidir onde se encontrar. O vídeo tem participações especiais dos artistas da G-Unit MOP, Tony Yayo, Olivia, Lloyd Banks, Spider Loc e Young Buck, bem como The Alchemist e Winky Wright. 
O videoclipe no YouTube recebeu mais de 185 milhões de visualizações em abril de 2024.

## Lista de Faixas
- Reino Unido CD single #1

1. "Outta Control" (Remix com a part. De Mobb Deep)
2. "Outta Control" (Versão de Álbum)

- Reino Unido CD single #2

1. "Outta Control" (Remix com a part. De Mobb Deep)
2. "Outta Control" (Instrumental do Álbum)
3. "Outta Control" (Instrumental do remix)
4. "Outta Control" (Videoclipe)

## Paradas
| Paradas (2005)                  | Posição topo |
| ------------------------------- | ------------ |
| Billboard Hot 100               | 6            |
| Billboard Hot R&B/Hip-Hop Songs | 11           |
| Billboard Hot Rap Tracks        | 5            |
| Billboard Pop 100               | 15           |
| UK Singles Chart                | 7            |
| Canadian Singles Chart          | 11           |